# 자란즈
자란즈 또는 자랑(파슈토어: زرنج, 페르시아어: زرنج, 발루치어: زرنج)은 아프가니스탄 남서부에 위치한 도시로, 이란 국경과 가까이 위치해 있으며, 2015년 기준 총인구 160,902명을 기록한 곳이다. 님루즈주의 수도이며 라슈카르가, 파라, 자볼 등의 중요 도시와 고속도로로 연결되어 있다. 자란즈는 아프가니스탄과 이란과의 국경도시의 역할을 하며, 이는 중앙아시아, 남아시아, 그리고 중동을 잇는 중요 무역로에서 중요한 역할이다.
자란즈는 아프가니스탄 서부에서 이란과 국경이 맞닿은 채 무역 교통의 허브 역할을 하고 있다. 자랏에 17,878 주거용 건물들이 있으며 총 1,759 헥타르의 농업용지도 보유하고 있다. 상업용지는 이란의 주요도로와 함께 연계되어 있다.

## 기후
| Zaranj의 기후            | Zaranj의 기후 | Zaranj의 기후 | Zaranj의 기후 | Zaranj의 기후 | Zaranj의 기후 | Zaranj의 기후 | Zaranj의 기후 | Zaranj의 기후 | Zaranj의 기후 | Zaranj의 기후 | Zaranj의 기후 | Zaranj의 기후 | Zaranj의 기후 |
| 월                       | 1월           | 2월           | 3월           | 4월           | 5월           | 6월           | 7월           | 8월           | 9월           | 10월          | 11월          | 12월          | 연간          |
| ------------------------ | ------------- | ------------- | ------------- | ------------- | ------------- | ------------- | ------------- | ------------- | ------------- | ------------- | ------------- | ------------- | ------------- |
| 역대 최고 기온 °C (°F)   | 24.1 (75.4)   | 30.6 (87.1)   | 37.0 (98.6)   | 45.0 (113.0)  | 51.0 (123.8)  | 49.7 (121.5)  | 49.3 (120.7)  | 50.0 (122.0)  | 49.7 (121.5)  | 42.0 (107.6)  | 36.0 (96.8)   | 27.8 (82.0)   | 51.0 (123.8)  |
| 일평균 최고 기온 °C (°F) | 14.3 (57.7)   | 18.7 (65.7)   | 25.0 (77.0)   | 32.6 (90.7)   | 37.3 (99.1)   | 42.8 (109.0)  | 42.5 (108.5)  | 41.3 (106.3)  | 37.0 (98.6)   | 31.2 (88.2)   | 23.1 (73.6)   | 17.7 (63.9)   | 30.3 (86.5)   |
| 일일 평균 기온 °C (°F)   | 6.5 (43.7)    | 10.0 (50.0)   | 15.7 (60.3)   | 23.3 (73.9)   | 29.1 (84.4)   | 33.4 (92.1)   | 35.0 (95.0)   | 32.3 (90.1)   | 27.2 (81.0)   | 21.9 (71.4)   | 13.1 (55.6)   | 8.7 (47.7)    | 21.3 (70.4)   |
| 일평균 최저 기온 °C (°F) | 0.1 (32.2)    | 2.9 (37.2)    | 7.7 (45.9)    | 14.7 (58.5)   | 20.0 (68.0)   | 25.2 (77.4)   | 27.3 (81.1)   | 24.9 (76.8)   | 18.5 (65.3)   | 12.3 (54.1)   | 4.8 (40.6)    | 0.7 (33.3)    | 13.3 (55.9)   |
| 역대 최저 기온 °C (°F)   | −13.2 (8.2)   | −8.2 (17.2)   | −5.2 (22.6)   | 1.0 (33.8)    | 5.0 (41.0)    | 16.0 (60.8)   | 18.4 (65.1)   | 13.2 (55.8)   | 3.9 (39.0)    | −2.7 (27.1)   | −7.1 (19.2)   | −8.8 (16.2)   | −13.2 (8.2)   |
| 평균 강수량 mm (인치)    | 19.7 (0.78)   | 9.9 (0.39)    | 11.2 (0.44)   | 2.4 (0.09)    | 0.6 (0.02)    | 0.0 (0.0)     | 0.0 (0.0)     | 0.0 (0.0)     | 0.0 (0.0)     | 1.2 (0.05)    | 1.4 (0.06)    | 5.1 (0.20)    | 51.5 (2.03)   |
| 평균 강우일수            | 3             | 2             | 2             | 2             | 0             | 0             | 0             | 0             | 0             | 0             | 1             | 1             | 11            |
| 평균 상대 습도 (%)       | 55            | 50            | 44            | 40            | 35            | 29            | 28            | 29            | 33            | 41            | 49            | 54            | 41            |
| 출처: NOAA (1969-1983)   |               |               |               |               |               |               |               |               |               |               |               |               |               |

## 같이 보기
- 아프가니스탄의 도시 목록
- 드랑기아나